# Xysticus schoutedeni
Xysticus schoutedeni is een spinnensoort uit de familie van de krabspinnen (Thomisidae).
De wetenschappelijke naam van de soort werd in 1943 gepubliceerd door Roger de Lessert.